# Anopheles dravidicus
Anopheles dravidicus este o specie de țânțari din genul Anopheles, descrisă de Samuel Rickard Christophers în anul 1924. Conform Catalogue of Life specia Anopheles dravidicus nu are subspecii cunoscute.